# Hilara triseta
Hilara triseta är en tvåvingeart som beskrevs av Chvala 2005. Hilara triseta ingår i släktet Hilara och familjen dansflugor. Inga underarter finns listade i Catalogue of Life.